# Глушковский район
Глушко́вский район — административно-территориальная единица (район) и муниципальное образование (муниципальный район) в Курской области Российской Федерации.
Административный центр — посёлок городского типа (рабочий посёлок) Глушково.

## География
Район расположен в юго-западной части Курской области, на севере граничит с Рыльским районом, на востоке — с Кореневским, на юге и западе с Украиной. Площадь 851 км² (21-е место среди районов). Протяжённость района с севера на юг 22 км, с востока на запад 40 км.
Основные реки — Сейм, Снагость.

## История
Район образован в 1928 году в составе Льговского округа Центрально-Чернозёмной области. В 1934 году вошёл в состав новообразованной Курской области.
В посёлке Глушково родились и трудились Герои Социалистического труда В. А. Фирсова, Н. М. Балло, А. П. Ващенко, А. А. Лободенко, И. Т. Чалая, М. Т. Шемет. Пять жителей района были удостоены звания Героев Советского Союза. Это: генерал-майор авиации Иван Степанович Любимов (поселок Глушково); командир батареи артиллерийского полка Аркадий Николаевич Бочарников (поселок Теткино); майор авиации Евгений Александрович Азаров (село Волфино); капитан артиллерии, Василий Степанович Припутнев (село Попово-Лежачи); полковник авиации Иван Иосифович Краснюков (село Попово-Лежачи). Героический путь по дорогам Великой Отечественной войны прошли глушковцы-кавалеры Ордена Славы трех степеней: старшина Иван Александрович Брусовцов (село Ржаво), младший сержант Михаил Яковлевич Степанов (село Будки), ефрейтор Григорий Прохорович Усиченко (село Карыж).
В ходе вторжения России в Украину в связи с боевыми действиями в Курской области 15 августа 2024 года была объявлена эвакуация населения района. Украинскими вооруженными силами было создано на юге района несколько плацдармов, но ВС России в ноябре 2024 года оттеснили ВСУ к границе.

## Население
| 2002    | 2004    | 2007    | 2009    | 2010    | 2011    | 2012    | 2013    | 2014    |
| ------- | ------- | ------- | ------- | ------- | ------- | ------- | ------- | ------- |
| 28 147  | ↘27 300 | ↘24 537 | ↘23 794 | ↘22 661 | ↘22 528 | ↘21 761 | ↘21 269 | ↘20 751 |
| 2015    | 2016    | 2017    | 2018    | 2019    | 2020    | 2021    |         |         |
| ↘20 280 | ↘19 845 | ↘19 503 | ↘19 139 | ↘18 601 | ↘18 292 | ↗20 024 |         |         |

### Урбанизация
Городское население (рабочие посёлки Глушково и Тёткино) составляет  43,13 % от всего населения района.

### Национальный состав
По итогам переписи населения 2020 года проживали следующие национальности (национальности менее 0,1 % и другое, см. в сноске к строке «Другие»):
| Национальность | Численность, чел. | Доля     |
| -------------- | ----------------- | -------- |
| Русские        | 19 014            | 94,96 %  |
| Украинцы       | 283               | 1,41 %   |
| Узбеки         | 96                | 0,48 %   |
| Молдаване      | 22                | 0,11 %   |
| Другие         | 609               | 3,04 %   |
| Итого          | 20 024            | 100,00 % |

## Административное деление
Глушковский район как административно-территориальная единица включает 14 сельсоветов и 2 рабочих посёлка.
В рамках организации местного самоуправления в муниципальный район входят 13 муниципальных образований, в том числе 2 городских и 11 сельских поселений:
| №        | Муниципальное образование    | Административный центр   | Количество населённых пунктов | Население (чел.) | Площадь (км²) |
| -------- | ---------------------------- | ------------------------ | ----------------------------- | ---------------- | ------------- |
| 1e-06    | Городские поселения:         |                          |                               |                  |               |
| 1        | посёлок Глушково             | рабочий посёлок Глушково | 1                             | ↗4785            | 8,75          |
| 2        | посёлок Тёткино              | рабочий посёлок Тёткино  | 1                             | ↗3852            | 8,02          |
| 2.000002 | Сельские поселения:          |                          |                               |                  |               |
| 3        | Алексеевский сельсовет       | село Алексеевка          | 1                             | ↗461             | 25,20         |
| 4        | Веселовский сельсовет        | село Веселое             | 7                             | ↘995             | 65,42         |
| 5        | Званновский сельсовет        | село Званное             | 3                             | ↗1848            | 109,83        |
| 6        | Карыжский сельсовет          | село Карыж               | 2                             | ↗508             | 42,68         |
| 7        | Кобыльский сельсовет         | село Кобылки             | 3                             | ↗1260            | 48,73         |
| 8        | Коровяковский сельсовет      | село Коровяковка         | 4                             | ↘755             | 55,77         |
| 9        | Кульбакинский сельсовет      | село Кульбаки            | 9                             | ↗1943            | 122,86        |
| 10       | Марковский сельсовет         | село Дроновка            | 8                             | ↗958             | 140,96        |
| 11       | Нижнемордокский сельсовет    | село Нижний Мордок       | 6                             | ↗821             | 108,67        |
| 12       | Попово-Лежачанский сельсовет | село Попово-Лежачи       | 4                             | ↗1087            | 66,97         |
| 13       | Сухиновский сельсовет        | село Сухиновка           | 4                             | ↗751             | 43,94         |

В ходе муниципальной реформы 2006 года в составе новообразованного муниципального района законом Курской области от 21 октября 2004 года были созданы 16 муниципальных образований, в том числе 2 городских поселения в рамках рабочих посёлков и 14 сельских поселений в границах сельсоветов.
Законом Курской области от 26 апреля 2010 года был упразднён ряд сельских поселений: Лещиновский сельсовет (включён в Званновский сельсовет); Сергеевский сельсовет (включён в Кульбакинский сельсовет); Дроновский сельсовет (включён в Марковский сельсовет). Соответствующие сельсоветы как административно-территориальные единицы упразднены не были.

## Населённые пункты
В Глушковском районе 53 населённых пункта, в том числе два городских (рабочих посёлка) и 51 сельский населённый пункт.
| №  | Населённый пункт  | Тип             | Население | Муниципальное образование    |
| -- | ----------------- | --------------- | --------- | ---------------------------- |
| 1  | Алексеевка        | село            | ↗461      | Алексеевский сельсовет       |
| 2  | Будки             | село            | ↘82       | Званновский сельсовет        |
| 3  | Бырдин            | хутор           | ↘16       | Попово-Лежачанский сельсовет |
| 4  | Веселое           | село            | ↘757      | Веселовский сельсовет        |
| 5  | Волфино           | село            | ↘189      | Веселовский сельсовет        |
| 6  | Волфинский        | посёлок         | ↘61       | Веселовский сельсовет        |
| 7  | Высокое           | село            | ↘164      | Нижнемордокский сельсовет    |
| 8  | Глушково          | посёлок станции | ↘235      | Кульбакинский сельсовет      |
| 9  | Глушково          | рабочий посёлок | ↗4785     | посёлок Глушково             |
| 10 | Дроновка          | село            | ↘154      | Марковский сельсовет         |
| 11 | Елизаветовка      | деревня         | ↘261      | Кульбакинский сельсовет      |
| 12 | Заболотовка       | деревня         | ↘272      | Коровяковский сельсовет      |
| 13 | Заря              | хутор           | ↘3        | Попово-Лежачанский сельсовет |
| 14 | Званное           | село            | ↘1838     | Званновский сельсовет        |
| 15 | имени Калинина    | посёлок         | ↘2        | Веселовский сельсовет        |
| 16 | Кабановка         | деревня         | ↘50       | Марковский сельсовет         |
| 17 | Карыж             | село            | ↘575      | Карыжский сельсовет          |
| 18 | Кекино            | деревня         | ↘181      | Нижнемордокский сельсовет    |
| 19 | Кобылки           | село            | ↘1179     | Кобыльский сельсовет         |
| 20 | Козыревка         | деревня         | ↘11       | Сухиновский сельсовет        |
| 21 | Колодежи          | деревня         | ↘91       | Марковский сельсовет         |
| 22 | Коровяковка       | село            | ↘522      | Коровяковский сельсовет      |
| 23 | Краснооктябрьский | посёлок         | ↘208      | Веселовский сельсовет        |
| 24 | Кульбаки          | село            | ↘766      | Кульбакинский сельсовет      |
| 25 | Лещиновка         | деревня         | ↘199      | Званновский сельсовет        |
| 26 | Марково           | село            | ↘520      | Марковский сельсовет         |
| 27 | Медвежье          | посёлок         | ↘1        | Кобыльский сельсовет         |
| 28 | Неониловка        | село            | ↘115      | Марковский сельсовет         |
| 29 | Нижний Мордок     | село            | ↘367      | Нижнемордокский сельсовет    |
| 30 | Новоивановка      | посёлок         | ↘209      | Кульбакинский сельсовет      |
| 31 | Новый Путь        | посёлок         | ↘5        | Веселовский сельсовет        |
| 32 | Обуховка          | деревня         | ↘70       | Веселовский сельсовет        |
| 33 | Ольхожемчугов     | хутор           | ↘20       | Коровяковский сельсовет      |
| 34 | Отруба            | хутор           | →0        | Карыжский сельсовет          |
| 35 | Отруба            | хутор           | ↘1        | Попово-Лежачанский сельсовет |
| 36 | Панкратовка       | деревня         | ↘1        | Сухиновский сельсовет        |
| 37 | Политотдельский   | посёлок         | ↘209      | Кульбакинский сельсовет      |
| 38 | Попово-Лежачи     | село            | ↘1177     | Попово-Лежачанский сельсовет |
| 39 | Ржава             | село            | ↘226      | Нижнемордокский сельсовет    |
| 40 | Самарка           | село            | ↘61       | Марковский сельсовет         |
| 41 | Сергеевка         | село            | ↘119      | Кульбакинский сельсовет      |
| 42 | Серповка          | деревня         | ↘95       | Кобыльский сельсовет         |
| 43 | Синяк             | посёлок         | ↘3        | Кульбакинский сельсовет      |
| 44 | Сухиновка         | село            | ↘714      | Сухиновский сельсовет        |
| 45 | Тёткино           | рабочий посёлок | ↗3852     | посёлок Тёткино              |
| 46 | Тяжино            | деревня         | ↘202      | Коровяковский сельсовет      |
| 47 | Урусы             | деревня         | ↘114      | Марковский сельсовет         |
| 48 | Ходейково         | село            | ↘43       | Марковский сельсовет         |
| 49 | Ходяковка         | деревня         | ↘201      | Сухиновский сельсовет        |
| 50 | Шагарово          | деревня         | ↘43       | Нижнемордокский сельсовет    |
| 51 | Юрасово           | село            | ↘9        | Нижнемордокский сельсовет    |
| 52 | 1-я Мужица        | деревня         | ↘124      | Кульбакинский сельсовет      |
| 53 | 2-я Мужица        | деревня         | ↘141      | Кульбакинский сельсовет      |

Упразднённые населённые пункты:
- 2006 год - поселки Обод и Комсомольский[24]

## Экономика
Главной составляющей экономической и социальной стабильности Глушковского района является производство сельскохозяйственной продукции. В агропромышленном комплексе насчитывается 14 сельхозпредприятий и 8 крестьянских хозяйств.
Основные предприятия:
- Спиртозавод (в р.п. Тёткино)
- Сахарный завод (в р.п. Тёткино)
- Глушковский хлебозавод
- Комбикормовый завод
- Завод по производству асфальта (в пос. ст. Глушково)

## Транспорт
Через район проходит железная дорога Льгов — Белополье. Протяжённость дорог общего пользования с твёрдым покрытием — 205,2 км, грунтовых — 26,8 км.

## Культура
Культурную работу в районе проводят 50 муниципальных учреждений культуры из них районный Дом культуры, 16 сельских домов культуры, 4 клуба, музей, центр досуга, районное телевидение, 3 школы искусств и 6 филиалов, библиотечная система, которая состоит из районной библиотеки и 21 филиала.
Районы побратимы Глушковского района — Белопольский, Сумский и Путивльский районы Сумской области Украины.

## Образование
По состоянию на 01.12.2016 в районе функционирует 12 общеобразовательных школ, 5 филиалов, вечерняя школа, школа-интернат, центр детского творчества, 13 детских садов.

## Достопримечательности
- Парк им. Фрунзе.
- На территории района расположено 36 памятников археологии, истории, архитектуры и искусства.
- Около села Марково (Марковский сельсовет) выявлено скопление памятников раннего железного века — три селища Марково 1–3 в пойме и первой надпойменной террасе Сейма. На поселении раннего железного века Марково 3 среди керамического материала присутствует небольшое количество специфических находок, определенно характеризующих группу зарубинецкого круга типа Харьевка, относящуюся  к латенизированному кругу древностей предримского периода (II век до н. э. — I век н. э.), которая известна по памятникам Сумщины[26].
- У деревни Лещиновка нашли два местонахождения эпохи палеолита — верхнепалеолитический  скребок (Лещиновка 8) и, возможно, могильник с трупоположениями (Лещиновка 9, инвентарь не обнаружен)[26].

## Известные жители и уроженцы
- Корчмин, Василий Дмитриевич (до 1671—1729) ближайший сподвижник Петра I, в 1720 году совместно с купцом Иваном Дубровским основал Глушковскую суконную мануфактуру, имел вотчину в Глушково.
- Медведев, Никифор Васильевич (1888—1973) — советский военачальник, генерал-лейтенант.